# 서울강신초등학교
서울강신초등학교는 대한민국 서울특별시 양천구에 있는 공립 초등학교이다.

## 학교 연혁
- 1985년 4월 19일: 개교
- 2007년 2월12일: 2006학년도 학교평가 우수교 교육감 표
- 2008년12월15일: 학교체육 발전 서울시교육감상 수상
- 2009년12월29일: 학교평가 우수학교 서울시교육감상 수상
- 2009년12월31일: 100대 교육과정 우수학교 과학기술부장관상 수상
- 2010년12월30일: 학력신장부문 교육장 및 교육감상 수상
- 2013년12월 5일: 2013생활교육 우수학교 표창
- 2015년 3월 1일: 제12대 백경희 교장 부임
- 2016년12월30일: 교육활동 우수학교 강서양천교육지원청 교육장상 수상
- 2025년 4월 19일: 개교 40주년

## 참고 자료
- 서울강신초등학교 - 한국교육학술정보원 학교알리미